# Primera División femenina de fútbol sala 2019-20
La temporada 2019-20 de Primera División, -conocida como Liga Foro 16 Feminismo por razones de patrocinio- es la 26ª edición de la máxima categoría de la Liga Nacional de Fútbol Sala Femenina de España. La competición se disputa anualmente, empezando el 14 de septiembre, y terminando 9 de mayo la fase regular, los play-off terminarán el 13 de junio.
La Primera División consta de un grupo único integrado por dieciséis equipos. Siguiendo un sistema de liga, los dieciséis equipos se enfrentan todos contra todos en dos ocasiones -una en campo propio y otra en campo contrario- sumando un total de 30 jornadas. El orden de los encuentros se decide por sorteo antes de empezar la competición. La clasificación final se establece con arreglo a los puntos totales obtenidos por cada equipo al finalizar el campeonato. Los equipos obtienen tres puntos por cada partido ganado, un punto por cada empate y ningún punto por los partidos perdidos. En esta temporada se decide crear un play-off por el título entre los primeros cuatro clasificados. Para el descenso se amplia una plaza llegando a descender cuatro equipos.
El Futsi Atlético Navalcarnero es el equipo defensor del título, y los equipos Femisport, Viaxes Amarelle y Guadalcacín descendieron de categoría y su plaza es ocupada por los equipos Cidade As Burgas, Bilbo, que vuelven a la categoría y el debutante Xaloc Alicante.
El 10 de marzo se decide jugar durante 2 semanas todos los partidos a puerta cerrada, para evitar el contagio del coronavirus, el 11 de marzo la RFEF decidió suspender durante dos semanas la liga para que las deportistas tampoco se expongan al peligro de contagiarse de la enfermedad. Finalmente el 6 de mayo la RFEF toma la decisión de dar por finalizada la competición y no se producirán descensos de categoría. Para determinar el campeón de liga se jugarán los play offs, y los ascensos de categoría de la misma manera, con lo cual, al siguiente año habrá un aumento de equipos en la liga
En el momento de la inscripción de los equipos para la disputa de los play off, el Futsi Navalcarnero decide no hacerlo al considerar que no cumple con los requisitos de los protocolos de salud y ser insuficiente el tiempo para la vuelta a los entrenamientos por el peligro de lesiones. Finalmente disputan los play off el Alcorcón, Ourense Envialia y Burela, siendo los dos primeros los que jugaron las semifinales. La final la disputaron el Burela y el Alcorcón proclamándose campeón de liga el equipo gallego.

## Información de los equipos
| Club                             | Ciudad                | Comunidad Autónoma   | Entrenador/a      | Pabellón                | Aforo |
| -------------------------------- | --------------------- | -------------------- | ----------------- | ----------------------- | ----- |
| C.D. Futsi Atlético Navalcarnero | Navalcarnero          | Comunidad de Madrid  | Andrés Sanz       | La Estación             | 1.500 |
| CD Burela FS Pescados Rubén      | Burela                | Galicia              | Julio Delgado     | Vista Alegre            | 1.400 |
| Ourense Envialia                 | Orense                | Galicia              | Gonzalo Iglesias  | Os Remedios             | 2.500 |
| Roldán FSF                       | Torre Pacheco         | Región de Murcia     | Andrea Lacampre   | Gabriel Pérez           | 460   |
| AD Alcorcón FSF                  | Alcorcón              | Comunidad de Madrid  | Raul Castro       | Los Cantos              | 1.568 |
| Poio Pescamar FS                 | Poyo                  | Galicia              | Raúl Jiménez      | A Seca                  | 700   |
| Universidad de Alicante FSF      | Alicante              | Comunidad Valenciana | Carlos Moreno     | Universidad de Alicante | 500   |
| AE Penya Esplugues               | Esplugas de Llobregat | Cataluña             | Robert Caneda     | Les Moreras             | 470   |
| UCAM El Pozo Murcia FS           | Murcia                | Región de Murcia     | Juan Alcaraz      | José María Cagigal      | 1.000 |
| FSF Móstoles                     | Móstoles              | Comunidad de Madrid  | Luis Ostolaza     | Villafontana            | 450   |
| Majadahonda FSF /AFAR 4          | Majadahonda           | Comunidad de Madrid  | Raquel Mondoruza  | La Granadilla           | 200   |
| CD Leganés FS                    | Leganés               | Comunidad de Madrid  | Iván Labrado      | La Fortuna              | 490   |
| AD Sala Zaragoza FS              | Zaragoza              | Aragón               | Chus Muñoz        | La Granja               | 1.000 |
| Cidade de As Burgas FS           | Orense                | Galicia              | Manolo Codeso     | Os Remedios             | 2.500 |
| Bilbo FS                         | Bilbao                | Galicia              | Juan Andrés Muñoz | San Ignacio             | 280   |
| Xaloc Alicante FS                | Alicante              | Comunidad Valenciana | María Molina      | Pitiu Rochel            | 1.868 |

## Equipos por comunidad autónoma
Navalcarnero

 Alcorcón

 Móstoles

 Majadahonda

 Leganés

| Comunidad autónoma   | N.º | Equipos                                                                                      |
| -------------------- | --- | -------------------------------------------------------------------------------------------- |
| Comunidad de Madrid  | 5   | Futsi Atlético Feminas, AD Alcorcón FSF, FSF Móstoles, Majadahonda FSF/Afar y CD Leganés FS. |
| Galicia              | 4   | Ourense C. F., Burela F. S. Poio F. S. Pescamar y Cidade As Burgas.                          |
| Región de Murcia     | 2   | Roldán FSF y UCAM El Pozo Murcia FS.                                                         |
| Comunidad Valenciana | 2   | CD Universidad de Alicante y Xaloc Alicante.                                                 |
| Cataluña             | 1   | AE Penya Esplugues.                                                                          |
| Aragón               | 1   | A.D. Sala Zaragoza FS.                                                                       |
| País Vasco           | 1   | Bilbo FS.                                                                                    |

## Clasificación
|                                          |     | Equipos                        | PJ | G  | E | P  | GF  | GC  | Dif. | Pts. |
| ---------------------------------------- | --- | ------------------------------ | -- | -- | - | -- | --- | --- | ---- | ---- |
|                                          | 1.  | CD Futsi Atlético Navalcarnero | 23 | 23 | 0 | 0  | 145 | 34  | +111 | 69   |
|                                          | 2.  | Burela FS                      | 23 | 20 | 2 | 1  | 93  | 32  | +61  | 62   |
|                                          | 3.  | Ourense CF SAD                 | 23 | 18 | 2 | 3  | 70  | 33  | +37  | 56   |
|                                          | 4.  | AD Alcorcón FSF                | 23 | 17 | 2 | 4  | 95  | 47  | +48  | 53   |
|                                          | 5.  | Poio Pescamar FS               | 23 | 13 | 2 | 8  | 69  | 51  | +18  | 41   |
|                                          | 6.  | CD Universidad de Alicante     | 23 | 13 | 0 | 10 | 61  | 46  | +15  | 39   |
|                                          | 7.  | AE Penya Esplugues             | 23 | 12 | 2 | 9  | 52  | 49  | +3   | 38   |
|                                          | 8.  | FSF Móstoles                   | 23 | 10 | 5 | 8  | 79  | 61  | +18  | 35   |
|                                          | 9.  | Roldán FSF                     | 23 | 9  | 4 | 10 | 47  | 58  | -11  | 31   |
|                                          | 10. | UCAM El Pozo Murcia FS         | 23 | 9  | 2 | 12 | 72  | 76  | -4   | 29   |
|                                          | 11. | AD Sala Zaragoza FS            | 23 | 9  | 2 | 12 | 54  | 64  | -10  | 29   |
|                                          | 12. | Leganés FS                     | 23 | 5  | 3 | 15 | 56  | 82  | -26  | 18   |
|                                          | 13. | Majadahonda FSF/Afar 4         | 23 | 4  | 3 | 16 | 27  | 68  | -41  | 15   |
|                                          | 14. | Cidade As Burgas FS            | 23 | 3  | 2 | 18 | 29  | 85  | -55  | 11   |
|                                          | 15. | Bilbo FS                       | 23 | 1  | 3 | 19 | 29  | 106 | -77  | 6    |
|                                          | 16. | Xaloc Alicante FS              | 23 | 1  | 0 | 22 | 20  | 106 | -86  | 3    |
| Última actualización: 8 de marzo de 2020 |     |                                |    |    |   |    |     |     |      |      |

|  | Clasificados para el Play-Off por el título |
|  | Descendido a Segunda División 2020-21       |

### Evolución de la clasificación
| Equipo / Jornada   | 1  | 2  | 3  | 4  | 5  | 6  | 7  | 8  | 9  | 10 | 11 | 12 | 13 | 14 | 15 | 16 | 17 | 18 | 19 | 20 | 21 | 22 | 23 | 24 | 25 | 26 | 27 | 28 | 29 | 30 |
| Equipo / Jornada   |    |    |    |    |    |    |    |    |    |    |    |    |    |    |    |    |    |    |    |    |    |    |    |    |    |    |    |    |    |    |
| ------------------ | -- | -- | -- | -- | -- | -- | -- | -- | -- | -- | -- | -- | -- | -- | -- | -- | -- | -- | -- | -- | -- | -- | -- | -- | -- | -- | -- | -- | -- | -- |
| Futsi Atlético     | 1  | 1  | 1  | 1  | 1  | 1  | 1  | 1  | 1  | 1  | 1  | 1  | 1  | 1  | 1  | 1  | 1  | 1  | 1  | 1  | 1  | 1  | 1  | 1  | 1  | -  | -  | -  | -  | -  |
| Burela FS          | 3  | 2  | 2  | 2  | 2  | 2  | 2  | 2  | 2  | 2  | 2  | 2  | 2  | 2  | 2  | 2  | 2  | 2  | 2  | 2  | 2  | 2  | 2  | 2  | -  | -  | -  | -  | -  | -  |
| Ourense CF         | 4  | 3  | 3  | 3  | 3  | 3  | 3  | 3  | 3  | 3  | 3  | 3  | 3  | 3  | 3  | 3  | 3  | 3  | 3  | 3  | 3  | 3  | 3  | -  | -  | -  | -  | -  | -  | -  |
| Alcorcón FSF       | 2  | 9  | 6  | 4  | 4  | 4  | 4  | 4  | 4  | 4  | 4  | 4  | 5  | 5  | 5  | 5  | 4  | 4  | 4  | 4  | 4  | 4  | 4  | -  | -  | -  | -  | -  | -  | -  |
| Poio Pescamar FS   | 13 | 5  | 7  | 8  | 6  | 6  | 5  | 6  | 6  | 5  | 5  | 5  | 4  | 4  | 4  | 4  | 5  | 5  | 5  | 5  | 6  | 5  | 5  | -  | -  | -  | -  | -  | -  | -  |
| Univ. de Alicante  | 16 | 16 | 15 | 11 | 12 | 12 | 12 | 10 | 8  | 8  | 7  | 6  | 6  | 7  | 7  | 7  | 8  | 8  | 6  | 7  | 7  | 6  | 6  | -  | -  | -  | -  | -  | -  | -  |
| Penya Esplugues    | 9  | 12 | 12 | 14 | 8  | 7  | 6  | 5  | 5  | 6  | 6  | 7  | 9  | 10 | 10 | 8  | 7  | 7  | 8  | 6  | 5  | 7  | 7  | -  | -  | -  | -  | -  | -  | -  |
| FSF Móstoles       | 6  | 11 | 13 | 9  | 11 | 10 | 9  | 9  | 11 | 10 | 10 | 9  | 7  | 6  | 6  | 6  | 6  | 6  | 7  | 8  | 9  | 8  | 8  | -  | -  | -  | -  | -  | -  | -  |
| Roldán FSF         | 8  | 7  | 8  | 7  | 9  | 8  | 8  | 8  | 9  | 11 | 12 | 11 | 11 | 11 | 11 | 11 | 11 | 9  | 9  | 10 | 8  | 9  | 9  | -  | -  | -  | -  | -  | -  | -  |
| UCAM ElPozo        | 10 | 14 | 10 | 10 | 10 | 11 | 11 | 12 | 10 | 9  | 9  | 10 | 8  | 9  | 8  | 9  | 10 | 11 | 11 | 11 | 11 | 11 | 10 | -  | -  | -  | -  | -  | -  | -  |
| Sala Zaragoza FS   | 7  | 4  | 4  | 5  | 5  | 5  | 7  | 7  | 7  | 7  | 8  | 8  | 10 | 8  | 9  | 10 | 9  | 10 | 10 | 9  | 10 | 10 | 11 | -  | -  | -  | -  | -  | -  | -  |
| Leganés FS         | 14 | 6  | 5  | 6  | 7  | 9  | 10 | 11 | 12 | 12 | 11 | 12 | 12 | 12 | 13 | 13 | 12 | 12 | 12 | 12 | 12 | 12 | 12 | -  | -  | -  | -  | -  | -  | -  |
| Majadahonda/Afar 4 | 11 | 13 | 14 | 15 | 15 | 15 | 15 | 13 | 13 | 13 | 13 | 13 | 13 | 13 | 12 | 12 | 13 | 13 | 13 | 13 | 13 | 13 | 13 | -  | -  | -  | -  | -  | -  | -  |
| Cidade As Burgas   | 5  | 8  | 9  | 12 | 13 | 13 | 13 | 15 | 15 | 15 | 15 | 15 | 15 | 15 | 15 | 14 | 14 | 14 | 14 | 14 | 14 | 14 | 14 | 14 | -  | -  | -  | -  | -  | -  |
| Bilbo FS           | 15 | 10 | 11 | 13 | 14 | 14 | 14 | 14 | 14 | 14 | 14 | 14 | 14 | 14 | 14 | 15 | 15 | 15 | 15 | 15 | 15 | 15 | 15 | -  | -  | -  | -  | -  | -  | -  |
| Xaloc Alicante     | 12 | 15 | 16 | 16 | 16 | 16 | 16 | 16 | 16 | 16 | 16 | 16 | 16 | 16 | 16 | 16 | 16 | 16 | 16 | 16 | 16 | 16 | 16 | -  | -  | -  | -  | -  | -  | -  |

## Resultados
Los horarios corresponden a la CET (Hora Central Europea) UTC+1 en horario estándar y UTC+2 en horario de verano.
| Burela FS                                                                    | 4 - 1  | Poio Pescamar FS        | 14 de septiembre | 16:15 | Vista Alegre  | 300 |
| AD Alcorcón FSF                                                              | 5 - 1  | Bilbo FS                | 14 de septiembre | 17:00 | Los Cantos    | 100 |
| Ourense Envialia                                                             | 4 - 1  | Leganés FS              | 14 de septiembre | 17:00 | Los Remedios  | 500 |
| Futsi Atlético Navalcarnero                                                  | 11 - 2 | Universidad de Alicante | 14 de septiembre | 18:00 | La Estación   | 300 |
| Xaloc Alicante                                                               | 1 - 2  | Cidade As Burgas        | 14 de septiembre | 19:15 | Pitiu Rochel  | 250 |
| Sala Zaragoza FS                                                             | 4 - 4  | FSF Móstoles            | 15 de septiembre | 12:00 | La Granja     | 250 |
| AE Penya Esplugues                                                           | 3 - 2  | UCAM El Pozo Murcia     | 10 de octubreN1  | 20:30 | Les Moreres   | 100 |
| Roldán FSF                                                                   | 1 - 1  | Majadahonda FSF/Afar4   | 1 de noviembreN1 | 12:00 | Gabriel Pérez | 400 |
| Nota 1: Se aplazaron los partidos debido al temporal en la Región de Murcia. |        |                         |                  |       |               |     |

| UCAM El Pozo Murcia     | 2 - 7 | Futsi Atlético Navalcarnero | 21 de septiembre | 16:15 | José Mª Cagigal | 150 |
| Cidade As Burgas        | 1 - 3 | Roldán FSF                  | 21 de septiembre | 17:00 | Los Remedios    | 500 |
| Universidad de Alicante | 1 - 2 | Ourense Envialia            | 21 de septiembre | 18:00 | Univ. Alicante  | n/d |
| FSF Móstoles            | 1 - 4 | Burela FS                   | 21 de septiembre | 18:30 | Villafontana    | 350 |
| Poio Pescamar FS        | 8 - 2 | AD Alcorcón FSF             | 21 de septiembre | 18:30 | A Seca          | 450 |
| Leganés FS              | 6 - 1 | Xaloc Alicante              | 21 de septiembre | 19:00 | La Fortuna      | 150 |
| Majadahonda FSF/Afar4   | 1 - 3 | Sala Zaragoza FS            | 21 de septiembre | 20:00 | La Granadilla   | 100 |
| Bilbo FS                | 4 - 3 | AE Penya Esplugues          | 22 de septiembre | 12:00 | San Ignacio     | 100 |

| Roldán FSF                  | 1 - 3  | Leganés FS            | 28 de septiembre | 12:00 | Gabriel Pérez  | 450 |
| AE Penya Esplugues          | 1 - 1  | Poio Pescamar FS      | 28 de septiembre | 16:00 | Les Moreres    | 150 |
| Ourense Envialia            | 5 - 0  | Xaloc Alicante        | 28 de septiembre | 17:00 | Los Remedios   | 600 |
| AD Alcorcón FSF             | 3 - 2  | FSF Móstoles          | 28 de septiembre | 17:00 | Los Cantos     | 120 |
| Universidad de Alicante     | 2 - 3  | UCAM El Pozo Murcia   | 28 de septiembre | 18:00 | Univ. Alicante | n/d |
| Burela FS                   | 5 - 0  | Majadahonda FSF/Afar4 | 28 de septiembre | 18:30 | Vista Alegre   | 700 |
| Futsi Atlético Navalcarnero | 10 - 0 | Bilbo FS              | 28 de septiembre | 19:00 | La Estación    | 200 |
| Sala Zaragoza FS            | 5 - 3  | Cidade As Burgas      | 29 de septiembre | 12:00 | La Granja      | 200 |

| FSF Móstoles          | 3 - 2 | AE Penya Esplugues          | 5 de octubre | 16:00 | Villafontana    | 250 |
| UCAM El Pozo Murcia   | 2 - 3 | Ourense Envialia            | 5 de octubre | 16:15 | José Mª Cagigal | 150 |
| Cidade As Burgas      | 1 - 5 | Burela FS                   | 5 de octubre | 16:30 | Los Remedios    | 500 |
| Xaloc Alicante        | 1 - 2 | Roldán FSF                  | 5 de octubre | 17:15 | Pitiu Rochel    | 250 |
| Poio Pescamar FS      | 1 - 2 | Futsi Atlético Navalcarnero | 5 de octubre | 18:30 | A Seca          | 550 |
| Leganés FS            | 2 - 2 | Sala Zaragoza FS            | 5 de octubre | 19:00 | La Fortuna      | 150 |
| Majadahonda FSF/Afar4 | 0 - 2 | AD Alcorcón FSF             | 5 de octubre | 20:00 | La Granadilla   | 100 |
| Bilbo FS              | 1 - 5 | Universidad de Alicante     | 6 de octubre | 12:00 | San Ignacio     | 150 |

| Universidad de Alicante     | 1 - 4 | Poio Pescamar FS      | 12 de octubre | 12:00 | Univ. Alicante  | 200 |
| UCAM El Pozo Murcia         | 5 - 0 | Bilbo FS              | 12 de octubre | 16:15 | José Mª Cagigal | 150 |
| Ourense Envialia            | 3 - 2 | Roldán FSF            | 12 de octubre | 17:00 | Los Remedios    | 600 |
| AD Alcorcón FSF             | 4 - 1 | Cidade As Burgas      | 12 de octubre | 17:00 | Los Cantos      | 100 |
| Burela FS                   | 3 - 1 | Leganés FS            | 12 de octubre | 18:30 | Vista Alegre    | 600 |
| Futsi Atlético Navalcarnero | 5 - 2 | FSF Móstoles          | 12 de octubre | 19:00 | La Estación     | 500 |
| Sala Zaragoza FS            | 4 - 0 | Xaloc Alicante        | 13 de octubre | 12:00 | La Granja       | 100 |
| AE Penya Esplugues          | 2 - 0 | Majadahonda FSF/Afar4 | 13 de octubre | 13:30 | Les Moreres     | 50  |

| Roldán FSF            | 2 - 0 | Sala Zaragoza FS            | 19 de octubre | 12:00 | Gabriel Pérez | 400 |
| Xaloc Alicante        | 0 - 2 | Burela FS                   | 19 de octubre | 16:00 | Pitiu Rochel  | 200 |
| Cidade As Burgas      | 3 - 4 | AE Penya Esplugues          | 19 de octubre | 17:00 | Los Remedios  | 500 |
| FSF Móstoles          | 2 - 1 | Universidad de Alicante     | 19 de octubre | 18:30 | Villafontana  | 300 |
| Poio Pescamar FS      | 8 - 1 | UCAM El Pozo Murcia         | 19 de octubre | 18:30 | A Seca        | 450 |
| Leganés FS            | 2 - 3 | AD Alcorcón FSF             | 19 de octubre | 19:00 | La Fortuna    | 200 |
| Majadahonda FSF/Afar4 | 1 - 7 | Futsi Atlético Navalcarnero | 19 de octubre | 20:00 | La Granadilla | 150 |
| Bilbo FS              | 0 - 5 | Ourense Envialia            | 20 de octubre | 12:00 | San Ignacio   | 100 |

| UCAM El Pozo Murcia         | 3 - 3  | FSF Móstoles          | 26 de octubre | 16:15 | José Mª Cagigal | 150 |
| Ourense Envialia            | 3 - 0  | Sala Zaragoza FS      | 26 de octubre | 17:00 | Los Remedios    | 800 |
| Universidad de Alicante     | 3 - 0  | Majadahonda FSF/Afar4 | 26 de octubre | 18:00 | Univ. Alicante  | 150 |
| Futsi Atlético Navalcarnero | 6 - 1  | Cidade As Burgas      | 26 de octubre | 18:30 | La Estación     | 300 |
| Burela FS                   | 6 - 0  | Roldán FSF            | 26 de octubre | 18:30 | Vista Alegre    | 600 |
| AD Alcorcón FSF             | 10 - 0 | Xaloc Alicante        | 26 de octubre | 19:00 | Los Cantos      | 150 |
| Bilbo FS                    | 4 - 6  | Poio Pescamar FS      | 27 de octubre | 12:00 | San Ignacio     | 170 |
| AE Penya Esplugues          | 2 - 1  | Leganés FS            | 27 de octubre | 13:30 | Les Moreres     | 50  |

| Cidade As Burgas      | 0 - 2 | Universidad de Alicante     | 2 de noviembre | 17:00 | Los Remedios  | 500 |
| Leganés FS            | 3 - 6 | Futsi Atlético Navalcarnero | 2 de noviembre | 17:00 | La Fortuna    | 400 |
| Xaloc Alicante        | 2 - 4 | AE Penya Esplugues          | 2 de noviembre | 17:00 | Florida Babel | 200 |
| FSF Móstoles          | 3 - 3 | Bilbo FS                    | 2 de noviembre | 18:30 | Villafontana  | 250 |
| Poio Pescamar FS      | 2 - 3 | Ourense Envialia            | 2 de noviembre | 19:00 | A Seca        | 500 |
| Roldán FSF            | 3 - 4 | AD Alcorcón FSF             | 3 de noviembre | 12:00 | Gabriel Pérez | 400 |
| Sala Zaragoza FS      | 1 - 3 | Burela FS                   | 3 de noviembre | 12:00 | La Granja     | 350 |
| Majadahonda FSF/Afar4 | 4 - 2 | UCAM El Pozo Murcia         | 3 de noviembre | 13:00 | La Granadilla | 100 |

| UCAM El Pozo Murcia         | 4 - 3 | Cidade As Burgas      | 9 de noviembre | 16:15 | José Mª Cagigal  | 150 |
| Ourense Envialia            | 1 - 3 | Burela FS             | 9 de noviembre | 17:00 | Los Remedios     | 700 |
| Universidad de Alicante     | 4 - 1 | Leganés FS            | 9 de noviembre | 18:00 | Univ. Alicante   | 100 |
| Futsi Atlético Navalcarnero | 6 - 0 | Xaloc Alicante        | 9 de noviembre | 18:30 | Santiago Apóstol | 200 |
| Poio Pescamar FS            | 2 - 1 | FSF Móstoles          | 9 de noviembre | 18:30 | A Seca           | 200 |
| Bilbo FS                    | 2 - 3 | Majadahonda FSF/Afar4 | 9 de noviembre | 18:45 | San Ignacio      | 100 |
| AE Penya Esplugues          | 2 - 1 | Roldán FSF            | 9 de noviembre | 18:45 | Les Moreres      | 300 |
| AD Alcorcón FSF             | 3 - 4 | Sala Zaragoza FS      | 9 de noviembre | 19:00 | Los Cantos       | 150 |

| Cidade As Burgas      | 1 - 1 | Bilbo FS                    | 16 de noviembre | 17:00 | Los Remedios  | 400 |
| Xaloc Alicante        | 2 - 9 | Universidad de Alicante     | 16 de noviembre | 17:15 | Pitiu Rochel  | 400 |
| FSF Móstoles          | 2 - 2 | Ourense Envialia            | 16 de noviembre | 18:30 | Villafontana  | 300 |
| Burela FS             | 2 - 2 | AD Alcorcón FSF             | 16 de noviembre | 18:30 | Vista Alegre  | 600 |
| Leganés FS            | 3 - 5 | UCAM El Pozo Murcia         | 16 de noviembre | 19:00 | La Fortuna    | 300 |
| Majadahonda FSF/Afar4 | 1 - 5 | Poio Pescamar FS            | 16 de noviembre | 20:00 | La Granadilla | n/d |
| Sala Zaragoza FS      | 4 - 1 | AE Penya Esplugues          | 17 de noviembre | 12:00 | La Granja     | 450 |
| Roldán FSF            | 1 - 9 | Futsi Atlético Navalcarnero | 17 de noviembre | 12:00 | Gabriel Pérez | 400 |

| UCAM El Pozo Murcia         | 7 - 1 | Xaloc Alicante        | 23 de noviembre | 16:15 | José Mª Cagigal | 150 |
| Ourense Envialia            | 2 - 2 | AD Alcorcón FSF       | 23 de noviembre | 17:00 | Los Remedios    | 700 |
| Universidad de Alicante     | 3 - 0 | Roldán FSF            | 23 de noviembre | 18:00 | Univ. Alicante  | 150 |
| FSF Móstoles                | 6 - 0 | Majadahonda FSF/Afar4 | 23 de noviembre | 18:30 | Villafontana    | 350 |
| Futsi Atlético Navalcarnero | 5 - 4 | Sala Zaragoza FS      | 23 de noviembre | 18:30 | La Estación     | 400 |
| Poio Pescamar FS            | 5 - 2 | Cidade As Burgas      | 23 de noviembre | 18:30 | A Seca          | 400 |
| Bilbo FS                    | 1 - 2 | Leganés FS            | 24 de noviembre | 12:00 | San Ignacio     | 100 |
| AE Penya Esplugues          | 1 - 6 | Burela FS             | 24 de noviembre | 13:30 | Les Moreres     | 100 |

| Cidade As Burgas      | 1 - 2 | FSF Móstoles                | 30 de noviembre | 17:00 | Los Remedios  | 500   |
| Burela FS             | 2 - 3 | Futsi Atlético Navalcarnero | 30 de noviembre | 18:30 | Vista Alegre  | 1.000 |
| Leganés FS            | 2 - 4 | Poio Pescamar FS            | 30 de noviembre | 19:00 | La Fortuna    | 400   |
| Xaloc Alacant         | 4 - 2 | Bilbo FS                    | 30 de noviembre | 19:15 | Florida Babel | 150   |
| AD Alcorcón FSF       | 2 - 1 | AE Penya Esplugues          | 30 de noviembre | 19:30 | Los Cantos    | 200   |
| Majadahonda FSF/Afar4 | 2 - 5 | Ourense Envialia            | 30 de noviembre | 20:00 | La Granadilla | 100   |
| Sala Zaragoza FS      | 0 - 2 | Universidad de Alicante     | 1 de diciembre  | 12:00 | La Granja     | 300   |
| Roldán FSF            | 6 - 5 | UCAM El Pozo Murcia         | 1 de diciembre  | 12:00 | Gabriel Pérez | 450   |

| UCAM El Pozo Murcia         | 4 - 1 | Sala Zaragoza FS   | 8 de diciembre | 11:45 | José Mª Cagigal | 150 |
| Universidad de Alicante     | 1 - 4 | Burela FS          | 8 de diciembre | 12:00 | Univ. Alicante  | 200 |
| Ourense Envialia            | 6 - 2 | AE Penya Esplugues | 8 de diciembre | 12:00 | Los Remedios    | 200 |
| Bilbo FS                    | 2 - 2 | Roldán FSF         | 8 de diciembre | 12:00 | San Ignacio     | 200 |
| Futsi Atlético Navalcarnero | 4 - 0 | AD Alcorcón FSF    | 8 de diciembre | 12:00 | La Estación     | 400 |
| Poio Pescamar FS            | 5 - 0 | Xaloc Alicante     | 8 de diciembre | 12:30 | A Seca          | 250 |
| Majadahonda FSF/Afar4       | 2 - 0 | Cidade As Burgas   | 8 de diciembre | 13:00 | La Granadilla   | 100 |
| FSF Móstoles                | 8 - 0 | Leganés FS         | 8 de diciembre | 18:30 | Villafontana    | 450 |

| AD Alcorcón FSF    | 5 - 2 | Universidad de Alicante     | 14 de diciembre | 16:00 | Los Cantos    | 100  |
| Xaloc Alicante     | 2 - 7 | FSF Móstoles                | 14 de diciembre | 16:30 | Pitiu Rochel  | 100  |
| Ourense Envialia   | 3 - 0 | Cidade As Burgas            | 14 de diciembre | 17:00 | Los Remedios  | 1300 |
| Roldán FSF         | 1 - 1 | Poio Pescamar FS            | 14 de diciembre | 18:00 | Gabriel Pérez | 350  |
| Burela FS          | 6 - 4 | UCAM El Pozo Murcia         | 14 de diciembre | 18:30 | Vista Alegre  | 300  |
| Leganés FS         | 3 - 3 | Majadahonda FSF/Afar4       | 14 de diciembre | 19:15 | La Fortuna    | 400  |
| Sala Zaragoza FS   | 2 - 1 | Bilbo FS                    | 15 de diciembre | 12:00 | La Granja     | 300  |
| AE Penya Esplugues | 0 - 3 | Futsi Atlético Navalcarnero | 15 de diciembre | 13:30 | Les Moreres   | 200  |

| Universidad de Alicante     | 2 - 0 | AE Penya Esplugues | 21 de diciembre | 13:30 | Univ. Alicante  | 150 |
| UCAM El Pozo Murcia         | 5 - 4 | AD Alcorcón FSF    | 21 de diciembre | 16:15 | José Mª Cagigal | 150 |
| Cidade As Burgas            | 1 - 1 | Leganés FS         | 21 de diciembre | 17:00 | Los Remedios    | 600 |
| FSF Móstoles                | 3 - 1 | Roldán FSF         | 21 de diciembre | 18:30 | Villafontana    | 300 |
| Poio Pescamar FS            | 2 - 1 | Sala Zaragoza FS   | 21 de diciembre | 18:30 | A Seca          | 350 |
| Futsi Atlético Navalcarnero | 5 - 2 | Ourense Envialia   | 21 de diciembre | 20:00 | Mun. El Álamo   | 200 |
| Majadahonda FSF/Afar4       | 1 - 0 | Xaloc Alicante     | 21 de diciembre | 20:00 | La Granadilla   | 100 |
| Bilbo FS                    | 2 - 7 | Burela FS          | 22 de diciembre | 12:00 | San Ignacio     | 200 |

| UCAM El Pozo Murcia     | 1 - 3 | AE Penya Esplugues          | 11 de enero | 16:15 | José Mª Cagigal | 150 |
| Cidade As Burgas        | 2 - 1 | Xaloc Alicante              | 11 de enero | 17:00 | Los Remedios    | 400 |
| Universidad de Alicante | 2 - 4 | Futsi Atlético Navalcarnero | 11 de enero | 17:00 | Univ. Alicante  | 300 |
| FSF Móstoles            | 6 - 1 | Sala Zaragoza FS            | 11 de enero | 18:30 | Villafontana    | 250 |
| Leganés FS              | 2 - 4 | Ourense Envialia            | 11 de enero | 19:15 | La Fortuna      | 350 |
| Poio Pescamar FS        | 3 - 5 | Burela FS                   | 11 de enero | 20:00 | A Seca          | 500 |
| Majadahonda FSF/Afar4   | 1 - 4 | Roldán FSF                  | 11 de enero | 20:00 | La Granadilla   | 100 |
| Bilbo FS                | 2 - 4 | AD Alcorcón FSF             | 12 de enero | 12:00 | San Ignacio     | 50  |

| AE Penya Esplugues          | 7 - 0 | Bilbo FS                | 18 de enero | 16:00 | Les Moreres   | 100 |
| Roldán FSF                  | 4 - 1 | Cidade As Burgas        | 18 de enero | 16:00 | Gabriel Pérez | 350 |
| Ourense Envialia            | 1 - 0 | Universidad de Alicante | 18 de enero | 17:00 | Los Remedios  | 700 |
| Xaloc Alicante              | 1 - 5 | Leganés FS              | 18 de enero | 17:15 | Pitiu Rochel  | 100 |
| Futsi Atlético Navalcarnero | 7 - 3 | UCAM El Pozo Murcia     | 18 de enero | 18:30 | La Estación   | 300 |
| Burela FS                   | 4 - 3 | FSF Móstoles            | 18 de enero | 18:30 | Vista Alegre  | 500 |
| AD Alcorcón FSF             | 4 - 0 | Poio Pescamar FS        | 18 de enero | 19:30 | Los Cantos    | 200 |
| Sala Zaragoza FS            | 2 - 1 | Majadahonda FSF/Afar4   | 19 de enero | 12:00 | La Granja     | 400 |

| UCAM El Pozo Murcia   | 0 - 1  | Universidad de Alicante     | 25 de enero | 16:15 | José Mª Cagigal | 150 |
| Poio Pescamar FS      | 1 - 2  | AE Penya Esplugues          | 25 de enero | 17:00 | A Seca          | 300 |
| Cidade As Burgas      | 3 - 1  | Sala Zaragoza FS            | 25 de enero | 17:00 | Los Remedios    | 600 |
| Xaloc Alicante        | 0 - 4  | Ourense Envialia            | 25 de enero | 17:15 | Pitiu Rochel    | 100 |
| FSF Móstoles          | 2 - 6  | AD Alcorcón FSF             | 25 de enero | 18:30 | Villafontana    | 300 |
| Leganés FS            | 1 - 2  | Roldán FSF                  | 25 de enero | 19:15 | La Fortuna      | 250 |
| Majadahonda FSF/Afar4 | 0 - 2  | Burela FS                   | 25 de enero | 20:00 | La Granadilla   | 150 |
| Bilbo FS              | 0 - 10 | Futsi Atlético Navalcarnero | 26 de enero | 12:00 | San Ignacio     | 300 |

| Roldán FSF                  | 4 - 2 | Xaloc Alicante        | 1 de febrero | 12:00 | Gabriel Pérez  | 300 |
| AE Penya Esplugues          | 1 - 1 | FSF Móstoles          | 1 de febrero | 16:00 | Les Moreres    | 150 |
| Burela FS                   | 4 - 1 | Cidade As Burgas      | 1 de febrero | 17:00 | Vista Alegre   | 500 |
| Universidad de Alicante     | 5 - 0 | Bilbo FS              | 1 de febrero | 18:00 | Univ. Alicante | 250 |
| Futsi Atlético Navalcarnero | 7 - 1 | Poio Pescamar FS      | 1 de febrero | 19:15 | La Estación    | 300 |
| AD Alcorcón FSF             | 3 - 1 | Majadahonda FSF/Afar4 | 1 de febrero | 19:30 | Los Cantos     | 500 |
| Ourense Envialia            | 3 - 2 | UCAM El Pozo Murcia   | 1 de febrero | 19:30 | Los Remedios   | 600 |
| Sala Zaragoza FS            | 7 - 6 | Leganés FS            | 2 de febrero | 12:00 | La Granja      | 250 |

| Cidade As Burgas      | 1 - 9 | AD Alcorcón FSF             | 15 de febrero | 17:00 | Los Remedios  | 500 |
| Xaloc Alicante        | 2 - 3 | Sala Zaragoza FS            | 15 de febrero | 17:15 | Pitiu Rochel  | 120 |
| Roldán FSF            | 0 - 3 | Ourense Envialia            | 15 de febrero | 18:00 | Gabriel Pérez | 300 |
| Poio Pescamar FS      | 2 - 0 | Universidad de Alicante     | 15 de febrero | 18:30 | A Seca        | 400 |
| FSF Móstoles          | 2 - 7 | Futsi Atlético Navalcarnero | 15 de febrero | 18:30 | Villafontana  | 450 |
| Leganés FS            | 2 - 6 | Burela FS                   | 15 de febrero | 19:15 | La Fortuna    | 250 |
| Majadahonda FSF/Afar4 | 1 - 2 | AE Penya Esplugues          | 15 de febrero | 20:00 | La Granadilla | 100 |
| Bilbo FS              | 1 - 5 | UCAM El Pozo Murcia         | 16 de febrero | 12:00 | San Ignacio   | 100 |

| UCAM El Pozo Murcia         | 4 - 1 | Poio Pescamar FS      | 22 de febrero | 16:15 | José Mª Cagigal | 150 |
| Futsi Atlético Navalcarnero | 6 - 2 | Majadahonda FSF/Afar4 | 22 de febrero | 17:00 | La Estación     | 300 |
| Ourense Envialia            | 1 - 0 | Bilbo FS              | 22 de febrero | 17:00 | Los Remedios    | 300 |
| Universidad de Alicante     | 6 - 3 | FSF Móstoles          | 22 de febrero | 18:00 | Univ. Alicante  | 200 |
| Burela FS                   | 4 - 0 | Xaloc Alicante        | 22 de febrero | 18:30 | Vista Alegre    | 300 |
| AD Alcorcón FSF             | 6 - 2 | Leganés FS            | 22 de febrero | 19:30 | Los Cantos      | 150 |
| AE Penya Esplugues          | 4 - 0 | Cidade As Burgas      | 23 de febrero | 11:00 | Les Moreres     | 100 |
| Sala Zaragoza FS            | 1 - 3 | Roldán FSF            | 23 de febrero | 12:00 | La Granja       | 400 |

| Roldán FSF            | 2 - 2 | Burela FS                   | 29 de febrero | 12:00 | Gabriel Pérez | 500 |
| FSF Móstoles          | 5 - 2 | UCAM El Pozo Murcia         | 29 de febrero | 16:00 | Villafontana  | 250 |
| Cidade As Burgas      | 1 - 9 | Futsi Atlético Navalcarnero | 29 de febrero | 17:00 | Los Remedios  | 400 |
| Xaloc Alicante        | 0 - 9 | AD Alcorcón FSF             | 29 de febrero | 17:15 | Pitiu Rochel  | 150 |
| Leganés FS            | 5 - 2 | AE Penya Esplugues          | 29 de febrero | 18:00 | La Fortuna    | 500 |
| Poio Pescamar FS      | 3 - 1 | Bilbo FS                    | 29 de febrero | 18:30 | A Seca        | 300 |
| Majadahonda FSF/Afar4 | 1 - 2 | Universidad de Alicante     | 29 de febrero | 20:00 | La Granadilla | 100 |
| Sala Zaragoza FS      | 2 - 3 | Ourense Envialia            | 1 de marzo    | 12:00 | La Granja     | 400 |

| AE Penya Esplugues          | 3 - 0 | Xaloc Alicante        | 7 de marzo | 16:00 | Les Moreres     | 100 |
| UCAM El Pozo Murcia         | 1 - 1 | Majadahonda FSF/Afar4 | 7 de marzo | 16:15 | José Mª Cagigal | 100 |
| Ourense Envialia            | 2 - 3 | Poio Pescamar FS      | 7 de marzo | 17:00 | Los Remedios    | 700 |
| Universidad de Alicante     | 5 - 0 | Cidade As Burgas      | 7 de marzo | 18:00 | Univ. Alicante  | 200 |
| Futsi Atlético Navalcarnero | 6 - 2 | Leganés FS            | 7 de marzo | 18:00 | La Estación     | 300 |
| Burela FS                   | 4 - 2 | Sala Zaragoza FS      | 7 de marzo | 18:30 | Vista Alegre    | 700 |
| AD Alcorcón FSF             | 3 - 2 | Roldán FSF            | 7 de marzo | 19:30 | Los Cantos      | 100 |
| Bilbo FS                    | 1 - 8 | FSF Móstoles          | 8 de marzo | 12:00 | San Ignacio     | 150 |

| Cidade As Burgas      | Anulado | UCAM El Pozo Murcia         | 14 de marzo | 17:00 | Los Remedios  |  |
| Xaloc Alicante        | Anulado | Futsi Atlético Navalcarnero | 14 de marzo | 17:15 | Pitiu Rochel  |  |
| FSF Móstoles          | Anulado | Poio Pescamar FS            | 14 de marzo | 18:30 | Villafontana  |  |
| Burela FS             | Anulado | Ourense Envialia            | 14 de marzo | 18:30 | Vista Alegre  |  |
| Leganés FS            | Anulado | Universidad de Alicante     | 14 de marzo | 19:15 | La Fortuna    |  |
| Majadahonda FSF/Afar4 | Anulado | Bilbo FS                    | 14 de marzo | 20:00 | La Granadilla |  |
| Sala Zaragoza FS      | Anulado | AD Alcorcón FSF             | 15 de marzo | 12:00 | La Granja     |  |
| Roldán FSF            | Anulado | AE Penya Esplugues          | 15 de marzo | 12:00 | Gabriel Pérez |  |

| Ourense Envialia            | Anulado | FSF Móstoles          | 21 de marzo |       |             |  |
| Poio Pescamar FS            | Anulado | Majadahonda FSF/Afar4 | 21 de marzo |       |             |  |
| Bilbo FS                    | Anulado | Cidade As Burgas      | 21 de marzo |       |             |  |
| UCAM El Pozo Murcia         | Anulado | Leganés FS            | 21 de marzo |       |             |  |
| Universidad de Alicante     | Anulado | Xaloc Alicante        | 21 de marzo |       |             |  |
| AE Penya Esplugues          | Anulado | Sala Zaragoza FS      | 21 de marzo |       |             |  |
| AD Alcorcón FSF             | Anulado | Burela FS             | 21 de marzo |       |             |  |
| Futsi Atlético Navalcarnero | Anulado | Roldán FSF            | 22 de marzo | 12:00 | La Estación |  |

| Cidade As Burgas      | Anulado | Poio Pescamar FS            | 28 de marzo | 17:00 | Los Remedios |  |
| Burela FS             | Anulado | AE Penya Esplugues          | 28 de marzo | 17:00 | Vista Alegre |  |
| Majadahonda FSF/Afar4 | Anulado | FSF Móstoles                | 28 de marzo |       |              |  |
| Leganés FS            | Anulado | Bilbo FS                    | 28 de marzo |       |              |  |
| Xaloc Alicante        | Anulado | UCAM El Pozo Murcia         | 28 de marzo |       |              |  |
| Roldán FSF            | Anulado | Universidad de Alicante     | 28 de marzo |       |              |  |
| AD Alcorcón FSF       | Anulado | Ourense Envialia            | 28 de marzo |       |              |  |
| Sala Zaragoza FS      | Anulado | Futsi Atlético Navalcarnero | 29 de marzo | 12:00 | La Granja    |  |

| Ourense Envialia            | Anulado | Majadahonda FSF/Afar4 | 4 de abril |  |  |  |
| FSF Móstoles                | Anulado | Cidade As Burgas      | 4 de abril |  |  |  |
| Poio Pescamar FS            | Anulado | Leganés FS            | 4 de abril |  |  |  |
| Bilbo FS                    | Anulado | Xaloc Alicante        | 4 de abril |  |  |  |
| UCAM El Pozo Murcia         | Anulado | Roldán FSF            | 4 de abril |  |  |  |
| Universidad de Alicante     | Anulado | Sala Zaragoza FS      | 4 de abril |  |  |  |
| Futsi Atlético Navalcarnero | Anulado | Burela FS             | 4 de abril |  |  |  |
| AE Penya Esplugues          | Anulado | AD Alcorcón FSF       | 4 de abril |  |  |  |

| Cidade As Burgas   | Anulado | Majadahonda FSF/Afar4       | 18 de abril |  |  |  |
| Leganés FS         | Anulado | FSF Móstoles                | 18 de abril |  |  |  |
| Xaloc Alicante     | Anulado | Poio Pescamar FS            | 18 de abril |  |  |  |
| Roldán FSF         | Anulado | Bilbo FS                    | 18 de abril |  |  |  |
| Sala Zaragoza FS   | Anulado | UCAM El Pozo Murcia         | 18 de abril |  |  |  |
| Burela FS          | Anulado | Universidad de Alicante     | 18 de abril |  |  |  |
| AD Alcorcón FSF    | Anulado | Futsi Atlético Navalcarnero | 18 de abril |  |  |  |
| AE Penya Esplugues | Anulado | Ourense Envialia            | 18 de abril |  |  |  |

| Cidade As Burgas            | Anulado | Ourense Envialia   | 25 de abril |  |  |  |
| Majadahonda FSF/Afar4       | Anulado | Leganés FS         | 25 de abril |  |  |  |
| FSF Móstoles                | Anulado | Xaloc Alicante     | 25 de abril |  |  |  |
| Poio Pescamar FS            | Anulado | Roldán FSF         | 25 de abril |  |  |  |
| Bilbo FS                    | Anulado | Sala Zaragoza FS   | 25 de abril |  |  |  |
| UCAM El Pozo Murcia         | Anulado | Burela FS          | 25 de abril |  |  |  |
| Universidad de Alicante     | Anulado | AD Alcorcón FSF    | 25 de abril |  |  |  |
| Futsi Atlético Navalcarnero | Anulado | AE Penya Esplugues | 25 de abril |  |  |  |

| Leganés FS         | Anulado | Cidade As Burgas            | 2 de mayo |  |  |  |
| Xaloc Alicante     | Anulado | Majadahonda FSF/Afar4       | 2 de mayo |  |  |  |
| Roldán FSF         | Anulado | FSF Móstoles                | 2 de mayo |  |  |  |
| Sala Zaragoza FS   | Anulado | Poio Pescamar FS            | 2 de mayo |  |  |  |
| Burela FS          | Anulado | Bilbo FS                    | 2 de mayo |  |  |  |
| AD Alcorcón FSF    | Anulado | UCAM El Pozo Murcia         | 2 de mayo |  |  |  |
| AE Penya Esplugues | Anulado | Universidad de Alicante     | 2 de mayo |  |  |  |
| Ourense Envialia   | Anulado | Futsi Atlético Navalcarnero | 2 de mayo |  |  |  |

## Play Off

### Semifinal

#### Ourense Envialia - Alcorcón
| 26 de junio de 2020, 20:00 (UTC+2)                                         | Ourense CF Envialia | 3:3 (1:3) (t. s.)(6:7 p.)  | AD Alcorcón FSF | Martín Carpena, Málaga                                                                     |                                                                                            |
|                                                                            | Vane Barberá 20' · Sara Moreno 29' 30'                                                                                        | Reporte                    | Ballesteros 6' · Vane Sotelo 8' 13'                                                                                              | Asistencia: 0 espectadores Árbitro(s): Carlos Alonso Montesinos Tomás Santander Flamarique | Asistencia: 0 espectadores Árbitro(s): Carlos Alonso Montesinos Tomás Santander Flamarique |
|                                                                            | | Tiros desde el punto penal | |                                                                                            |                                                                                            |
|                                                                            | Laura Uña · Marta Figueiredo · Judith Pedreira · Sara Santos · Candela Soria · Chiky · Lau Doce · Iraia Arbeloa · Sara Moreno |                            | Vane Sotelo · Nere Moldes · Aida de Miguel · Paula Llorente · Ballesteros · Pipi · Carmen Alonso · Irene Samper · Estela Cantero |                                                                                            |                                                                                            |
| Se clasifica la AD Alcorcón FSF después de disputar una tanda de penaltis. | |                            | |                                                                                            |                                                                                            |